# مقالات من أربعة عقود
مقالات لأربعة عقود وهي مجموعة مقالات صدرت في عام 1967 للكاتب الأمريكي ألن تيت. وهي مقسمة إلى خمسة أقسام. الأول يتكون من نصوص حول الشعر الحديث بشكل عام. ويركز الثاني على الكتاب الأفراد بما في ذلك "جون دون" و"إميلي ديكنسون" و"جون كيتس" و"دبليو. ب. ييتس"، و"هارت كرين" و"عزرا باوند" و"هربرت ريد". والثالث يتكون من مقالات عن الخيال والاستقبال النقدي. والرابع يتعلق بـ جنوب الولايات المتحدة. ويتكون الخامس من مقدمات لبعض كتب تيت السابقة.

## المحتويات
ويتكون الكتاب على النصوص التالية.
الأول
- "رجل الأدب في العالم الحديث"
- "أمام من الشاعر؟"
- "هل النقد الأدبي ممكن؟"
- "وظيفة الربعية الحرجة"
- "التوتر في الشعر"
- "الأدب معرفة"
- "الذبابة الحوامة"
- "تقنيات الرواية"
- "الآنسة إميلي والببليوغرافي"
- "فهم الشعر الحديث"
- "ملاحظة حول "التلقائية" الحرجة"
- "ثلاثة أنواع من الشعر"
- "الوظيفة الحالية للنقد"
- "الشعر الحديث"
- "الشعر الحديث وغير الحداثي"

الثاني
- "ملاحظة على دون"
- "نقطة الموت: الرجال الفاضلون لدون"
- "ملاحظة عن الهجاء الإليزابيثي"
- "قراءة كيتس"
- "إميلي ديكنسون"
- "رومانسية ييتس"
- "هارت كرين"
- "كركي: الشاعر كبطل"
- "استعارات هاردي الفلسفية"
- "إدوين أرلينجتون روبنسون"
- "جون بيل بيشوب"
- ""الفاتح"" لماكليش""
- "عزرا باوند"
- "هربرت ريد"

الثالث
- "ابن عمنا السيد بو"
- "الخيال الملائكي"
- "الخيال الرمزي"
- "الخيال الأحادي الجانب؛ أو أنا أيضًا أكرهه"
- ""أربعاء الرماد" لتي إس إليوت""
- "لونجينوس والنقد الجديد"
- "جونسون عن الشعراء الميتافيزيقيين"
- "عزرا باوند وجائزة بولينجن"

الرابع
- "مهنة الآداب في الجنوب"
- "الإقليمية الجديدة"
- "ما هو المجتمع التقليدي؟"
- "الدين والجنوب القديم"
- "الوضع الجنوبي للخيال"
- "النرجس كالنرجس"

الخامس
مقدمات:
- إلى مقالات رجعية في الشعر والأفكار
- إلى العقل في الجنون
- إلى في حدود الشعر
- إلى الشيطان البائس
- إلى رجل الأدب في العالم الحديث